# Mstiora
Mstiora – osiedle typu miejskiego w Rosji, w obwodzie włodzimierskim. W 2010 roku liczyło 4859 mieszkańców.